# Stefan Pruszyński
Stefan Kazimierz Pruszyński (ur. 18 sierpnia 1940 w Starej Wsi, zm. 2 stycznia 2025) – profesor, polski specjalista ochrony roślin, dyrektor Instytutu Ochrony Roślin w Poznaniu (1989–2007).

## Życiorys
W latach 1960–1965 studiował na Wydziale Rolniczym Wyższej Szkoły Rolniczej w Poznaniu. Po uzyskaniu dyplomu tej uczelni w październiku 1965 został zatrudniony w poznańskim Instytucie Ochrony Roślin, gdzie pracował początkowo w Pracowni Biologicznego Zwalczania. W latach 1970–1971 odbył staż naukowy na Washington State University. W 1975 obronił przed Radą Naukową poznańskiego Instytutu dyplom doktora nauk rolniczych (rozprawę Biologia i ekologia oraz możliwości praktycznego wykorzystania drapieżnego roztocza Phytoseiulus persimilis Athias-Henriot w biologicznym zwalczaniu przędziorków przygotował pod kierunkiem prof. Jerzego Józefata Lipy) i objął kierownictwo Pracowni Doświadczalnictwa Terenowego. W 1977 został kierownikiem Zakładu Upowszechniania Postępu Rolniczego. W 1984, ponownie przed Radą Naukową Instytutu Ochrony Roślin, uzyskał stopień doktora habilitowanego nauk rolniczych. W tym samym roku powierzono mu stanowisko zastępcy dyrektora Instytutu ds. naukowych. W 1989, po odejściu na emeryturę dotychczasowego dyrektora prof. Władysława Węgorka, Pruszyński został z nominacji ministra rolnictwa dyrektorem Instytutu Ochrony Roślin. Funkcję pełnił do 2007. Po odejściu ze stanowiska dyrektora objął kierownictwo Zakładu Ekologii i Ochrony Środowiska Rolniczego w Instytucie. W 1990 otrzymał tytuł profesora. W 1995 jako visiting professor prowadził seminaria na Pennsylvania State University College of Agricultural Sciences.
W badaniach naukowych Stefan Pruszyński zajmuje się ochroną roślin – w tym praktyczną stroną tej ochrony, metodami biologicznymi oraz programami integrowanymi ochrony. Prowadził prace nad biologicznymi metodami walki ze szkodnikami upraw szklarniowych, m.in. z wykorzystaniem roztocza Phytoseiulus persimilis Athias-Henriot (dobroczynka szklarniowego). Doprowadził do wdrożenia i spopularyzowania biopreparatów bakteryjnych. Zajmował się także walką ze stonką ziemniaczaną, w tym problemem uodparniania się stonki na środki ochrony roślin. W ramach ochrony zbóż badał skuteczność biedronkowatych (Coccinellidae) w zwalczaniu mszyc. Prowadził także prace dotyczące ubocznych skutków stosowania środków ochrony roślin oraz postępowania ze środkami nieprzydatnymi (np. przeterminowanymi), w tym sposobów ich likwidacji.
Ogłosił – jako autor, współautor lub redaktor – około 500 publikacji naukowych, w języku polskim, angielskim i rosyjskim, w tym prac oryginalnych i licznych referatów. Ma na koncie także patenty. Pod jego redakcją ukazały się książki Poradnik ochrony roślin. Zasady bezpiecznego i skutecznego stosowania metod i środków ochrony roślin (1994), Łączne stosowanie agrochemikaliów w uprawach rolniczych (1999). Z innych publikacji wymienić można m.in. The occurence of predatory Coccinellidae of alfalfa crops (współautor, „Ekologia Polska”, 1971), Relationships Between Phytoseiulus persimilis and Other Enemies of the Two-spotted Spider Mite on Hops (współautor, „Environmental Entomology”, 1972), Teoretyczne i praktyczne podstawy zastosowania metod integrowanych w ochronie upraw szklarniowych przed szkodnikami („Prace Naukowe Instytutu Ochrony Roślin”, 1984), Ochrona roślin w integrowanych technologiach produkcji (materiały XXXIV Sesji Naukowej Instytutu Ochrony Roślin, część I: Referaty, 1994). Jako dyrektor Instytutu Ochrony Roślin przejął w 1989 również redakcję wydawnictw placówki („Journal of Plant Protection”, „Progress in Plant Protection”, „Rozprawy Naukowe Instytutu Ochrony Roślin”, miesięcznik „Ochrona Roślin”, „Zalecenia Ochrony Roślin”). Kierował organizacją corocznych Sesji Naukowych Instytutu Ochrony Roślin.
Do 2008 pod kierunkiem Stefana Pruszyńskiego powstało pięć rozpraw doktorskich, a dwóch wychowanków habilitowało się. Pruszyński jest również recenzentem prac doktorskich i habilitacyjnych oraz wniosków o nadanie tytułu profesora.
W latach 1984–1986 brał udział w pracach Komitetu ds. Nauki i Postępu Technicznego przy Radzie Ministrów. W 1987 został członkiem Komitetu Ochrony Roślin Polskiej Akademii Nauk. Przewodniczy Polskiemu Towarzystwu Ochrony Roślin, jest także członkiem instytucji i towarzystw zagranicznych, m.in. Europejskiej Organizacji Ochrony Roślin (członek Komitetu Wykonawczego) i Białoruskiej Akademii Nauk Rolniczych (członek zagraniczny). Zasiada lub zasiadał w Radach Naukowych m.in. Instytutu Ochrony Roślin w Poznaniu, Instytutu Uprawy, Nawożenia i Gleboznawstwa w Puławach, Centralnego Ośrodka Badania Odmian Roślin Uprawnych w Słupi Wielkiej. Należy do Związku Zawodowego Pracowników Rolnictwa (w latach 70. przewodniczył radzie zakładowej w Instytucie Ochrony Roślin) oraz do Stowarzyszenia Naukowo-Technicznego Inżynierów i Techników Rolnictwa.
Był laureatem nagród resortowych (Ministra Nauki, Szkolnictwa Wyższego i Techniki, Ministra Rolnictwa i Gospodarki Żywnościowej), nagród Naczelnej Organizacji Technicznej (dwukrotnie), nagrody Zarządu Centrali Spółdzielni Ogrodniczych i Pszczelarskich. Odznaczony został m.in. Srebrnym Krzyżem Zasługi (1979), Krzyżem Kawalerskim, Oficerskim i Komandorskim Orderu Odrodzenia Polski (1991, 2001 i 2009), Medalem Pamiątkowym Wojewody Poznańskiego „Ad Perpetuam Rei Memoriam” (1995), odznakami „Zasłużony dla miasta Poznania”, „Za Zasługi w Rozwoju Województwa Poznańskiego” (1977), „Zasłużony dla Spółdzielczości Ogrodniczo-Pszczelarskiej” (1990), „Zasłużony Pracownik Rolnictwa” (1983).